# جامعة تفاريتي
جامعة تفاريتي وتُكتب في مصادر أخرى جامعة تيفاريتي (بالإسبانية: Universidad de Tifariti)‏ هي جامعة تقع في تيفاريتي، الصحراء الغربية.

## التاريخ
تأسَّست جامعة تيفاريتي، أول جامعة صحراوية في عام 2013 (بموجب المرسوم الرئاسي 24/2012 الصادر في 23 ديسمبر 2012). كما عين رئيس الجمهورية العربية الصحراوية الديمقراطية محمد عبد العزيز خاتري أحمودي عبد الله كأول رئيس لها.

## التعاون الأكاديمي الدولي
كانت فكرة بناء جامعة في الأراضي المحررة للصحراويين موجودة على الأقل منذ عام 2009، بمساعدة العديد من الجامعات الأخرى كانت هذه الجامعة في العالم، مثل جامعة ليدز (المملكة المتحدة)، والجامعة الوطنية المستقلة في نيكاراغوا (نيكاراغوا)، جامعة كاليفورنيا، بيركلي (الولايات المتحدة)، جامعة بريتوريا (جنوب إفريقيا)، جامعة سانتياغو دي كومبوستيلا (إسبانيا)، جامعة هافانا (كوبا)، جامعة مينتوري (الجزائر) وعشرات آخرين من إفريقيا وأمريكا وأوروبا.

## دعم الحكومة الصحراوية
قدمت السلطات الصحراوية التعليم الأساسي المجاني للأطفال في مخيمات اللاجئين الصحراويين (انتقلوا من أحد أدنى مستويات معرفة القراءة والكتابة في إفريقيا إلى أكثر كانت هذه الجامعة من 90 في المائة من محو الأمية)، ولكن بالنسبة للتعليم العالي، كان عليهم السفر إلى الخارج.